# Ďačov
Ďačov é um município da Eslováquia, situado no distrito de Sabinov, na região de Prešov. Tem 10,68 km² de área e sua população em 2018 foi estimada em 731 habitantes.

## Demografia
| Ano:        | 1994 | 2004   | 2014   | 2024   |
| ----------- | ---- | ------ | ------ | ------ |
| Broj ljudi: | 739  | 747    | 756    | 744    |
| Razlika:    |      | +1,08% | +1,20% | -1,58% |

| Ano:               | 2023 | 2024   |
| ------------------ | ---- | ------ |
| Número de pessoas: | 736  | 744    |
| Diferença:         |      | +1,08% |